# Anna Mayer-Bergwald
Anna Mayer-Bergwald (* 11. Mai 1852 in Ansbach; † 13. November 1935 in Traunstein) war eine deutsche Schriftstellerin.

## Leben
Mayer-Bergwald war die Tochter des Stiftungs-Administrators Heinrich Mayer. Sie besuchte die Volksschule und anschließend das Theresien-Institut in Ansbach. Mit ihrem Vater zog sie 1884 nach München, wo sie bis 1911 blieb. Sie kaufte eine Villa auf der Fraueninsel im Chiemsee und lebte dort 25 Jahre lang mit ihrer Freundin Martha Aegidi. Mayer-Bergwald war als Schriftstellerin und freie Journalistin tätig und beschrieb insbesondere die Schönheit der Alpenwelt. Sie war eine frühe Umwelt- und Naturschützerin und kam durch ihr Bemühen, den Bergwald zu schützen, zu ihrem Namenszusatz.
Sie starb nach einem Oberschenkelhalsbruch im Krankenhaus in Traunstein.

## Werke
- Auf lichten Wegen. Perlen aus Gottes Wort. Lithographisch-artistische Anstalt, München/London 1893.
- Des Jahres Neige. Obpacher, München 1893.[1]
- Waldmärchen. Obpacher, München 1893.[1]
- Waldvogellieder. Obpacher, München 1893.[1]
- Zur Ehre Gottes. Obpacher, München 1893.[1]
- Das Märchen vom Badersee. Adam, Garmisch 1894.
- Oberbayerische Dorfgeschichten. Mit dem Bilde der Verfasserin in Lichtdruck. Brügel, Ansbach 1894.
- Poesie in der Natur. 1894.[1]
- Schneeflocken und Sonnenstrahlen. Obpacher, München 1894.[1]
- Von Herz zu Herzen. Obpacher, München 1894.[1]
- Aus meiner Wandermappe. Reiseskizzen. Adam, Garmisch 1895. (Digitalisat)
- Das Wald-Liserl. Erzählung für Kinder. Verlag des christlichen Zeitschriftenvereins, Berlin 1896.
- Bergfahrten. Erzählung für Kinder. Verlag des christlichen Zeitschriftenvereins, Berlin 1897.
- Einsame Pfade. Obpacher, München. 1897.[1]
- Im Dienste des Guten. Obpacher, München 1897.[1]
- Aus Flur und Hain. Obpacher, München. 1897.[1]
- Alles mit Gott. Obpacher, München 1897.[1]
- Alpenluft. Reise-Erinnerungen. Brügel, Ansbach 1897.
- Stimmen der Natur. Berliner Tierschutzverein, Berlin 1897.[1]
- Unserer Vöglein Not. Berliner Tierschutzverein, Berlin 1897.
- Am Tisch des Herrn. Obpacher, München 1897.[1]
- Waldrast. Obpacher, München 1897.[1]
- Freudentage am Tegernsee. Eine Rückerinnerung an den Sommer 1897. Seitz & Schauer, München 1898. (Digitalisat)
- Ein Bergstrauss. Obpacher, München 1898.
- Bete und Arbeite. Obpacher, München. Ohne Jahr.[1]
- Das Märchen vom Staffelsee. Fürst, Murnau. Ohne Jahr.[1]
- Eisblumen. Obpacher, München. Ohne Jahr.[1]
- A Briafl an die Werdenfelserinnen: Zur Erhaltung der Volkstracht. Adam, Garmisch, 1896.[1] (Digitalisat)
- Werdenfelser Land und Volk. C. Brügel&Sohn, Ansbach 1910.